# Francisco García-Escámez
 (janvier 2017).
Si vous disposez d'ouvrages ou d'articles de référence ou si vous connaissez des sites web de qualité traitant du thème abordé ici, merci de compléter l'article en donnant les références utiles à sa vérifiabilité et en les liant à la section « Notes et références ».
Francisco García Escámez e Iniesta, né le 1er mars 1893 à Cadix et mort le 12 juin 1951 à Santa Cruz de Tenerife, est un général de l'armée nationaliste espagnole.

## Biographie
Il s'engage dans l'infanterie. En tant que colonel, il collabore avec le général Emilio Mola la préparation de l'insurrection et le coup d'Etat de juillet 1936.
Il regroupe un millier d'hommes, principalement les Phalange espagnole de Pampelune en direction de Madrid, il se bat vers Alfaro le 20 juillet 1936. 
Le 10 octobre 1936, il conquiert Sigüenza et il participe à la bataille de Jarama en février 1937 et plus tard à la bataille de l'Ebre. Il est promu général de brigade en 1938, il participe à l'offensive d'Aragon.
Après la guerre il est nommé général des îles Canaries, il applique le développement économique, social et culturel durant la Seconde Guerre mondiale. Après sa mort, il reçoit le titre de marquis de Somosierra. Il est enterré à Santa Cruz de Tenerife.